# 西坪镇 (安溪县)
西坪镇是中华人民共和国福建省泉州市安溪县下辖的一个乡镇级行政单位。面积145.5平方公里。2020年，有人口6.5万。

## 历史
西坪，古称栖鹏，寓意大鹏栖息于此，后因谐音演变为现名。五代十国时期，清溪县设置后，西坪隶属积德乡崇信里。1932年（民国二十一年）10月，崇信里改为新崇龙区。1936年（民国二十五年）7月，改为第四区。1941年（民国三十年）1月，改为第三区。1942年（民国三十一年）4月，改为崇新区。1945年（民国三十四年）10月，撤区，改设西洋镇和宝溪乡。1950年4月，划分为第七区（驻西坪村）和第八区（驻珠洋村）。1955年9月，改称西坪区（辖13个乡）与珠洋区（辖14个乡）。1956年5月，珠洋区撤销并入西坪区。1958年2月，设西坪乡、宝山乡。1958年10月1日，设西坪人民公社，辖区范围扩大，涵盖现今的西坪、虎邱、大坪、芦田、尚卿等地。1961年8月，设西坪区，下设14个小公社。1965年4月，撤销区制，设西坪人民公社，虎邱、尚卿从中划出另设公社。1984年4月，设西坪乡；1992年8月，改制为西坪镇，沿用至今。

## 政治

### 历任领导
| 镇委书记 - 吴世昌（1991年10月—1993年8月） - 苏两挺（1993年10月—1995年3月） - 陈木根（1995年3月—1999年1月） - 苏江中（1999年1月—2001年12月） - 林建设（2001年12月—2004年3月） - 林伯辉（2004年3月—2005年12月，副书记主持工作；2005年12月—2006年5月） - 黄秀宗（2006年5月—？） | 镇长 - 吴世昌（1990年12月—1993年9月） - 王大庆（1993年12月—1995年5月） - 苏江中（1995年5月—1998年12月） - 王金章（1999年2月—2002年8月） - 易进法（2002年8月—2005年12月） |

### 行政区划
西坪镇下辖以下行政村和社区：
西华社区、西坪村、阳星村、内山村、尧山村、后格村、百福村、湖岭村、尧阳村、南岩村、上尧村、松岩村、留山村、平原村、赤水村、宝潭村、珠洋村、柏溪村、柏叶村、龙地村、龙坪村、西原村、宝山村、大垅格村、内社村、盖竹村和赤石村。